# Cento giorni verso est...
Cento giorni verso est... è un video live del gruppo musicale rock italiano Litfiba realizzato durante la terza parte del neverending tour di Insidia, denominato “04 Tour”.
Il video è stato girato il 2 ottobre del 2004 nella frazione Quadrivio di Campagna in provincia di Salerno e, sotto la supervisione artistica di Adriano Zuccari, è stato realizzato, prodotto e distribuito dal Fan Club della band.
Si tratta dell'unica testimonianza video del periodo Cabo presente nella discografia ufficiale dei Litfiba.

## Tracce
1. Guerra
2. Invisibile
3. Mr. Hyde
4. Ruggine
5. Ritmo 2#
6. Elettromacumba
7. Larasong
8. No frontiere
9. Oceano
10. La stanza dell'oro
11. Resisti
12. Fata Morgana
13. Tammuria
14. Luce che trema
15. Cuore di vetro
16. Nell'attimo
17. Gira nel mio cerchio

## Contenuti speciali
- Oltre il palco (con spezzoni ripresi nel backstage)

## Formazione
- Gianluigi Cavallo - voce e chitarra
- Ghigo Renzulli - chitarre
- Antonio Aiazzi - tastiere
- Gianluca Venier - basso, cori
- Gianmarco Colzi - batteria